# Outa Näkkälävaara
Outa Näkkälävaara är en kulle i Finland. Den ligger i Enontekis i landskapet Lappland, i den norra delen av landet, 900 km norr om huvudstaden Helsingfors. Toppen på Outa Näkkälävaara är 360 meter över havet.
Terrängen runt Outa Näkkälävaara är platt åt sydväst, men åt nordost är den kuperad.  Trakten runt Outa Näkkälävaara är nära nog obefolkad, med mindre än två invånare per kvadratkilometer. Omgivningarna runt Outa Näkkälävaara är i huvudsak ett öppet busklandskap.